# Procladius gretis
Procladius gretis är en tvåvingeart som beskrevs av Roback 1971. Procladius gretis ingår i släktet Procladius och familjen fjädermyggor.
Artens utbredningsområde är Northwest Territories, Kanada. Inga underarter finns listade i Catalogue of Life.